# 南郊公园 (衡阳)
衡阳南郊公园经过多年封山育林，森林绿化覆盖率达到92.57%，享有“绿色明珠”的美誉。

## 景点

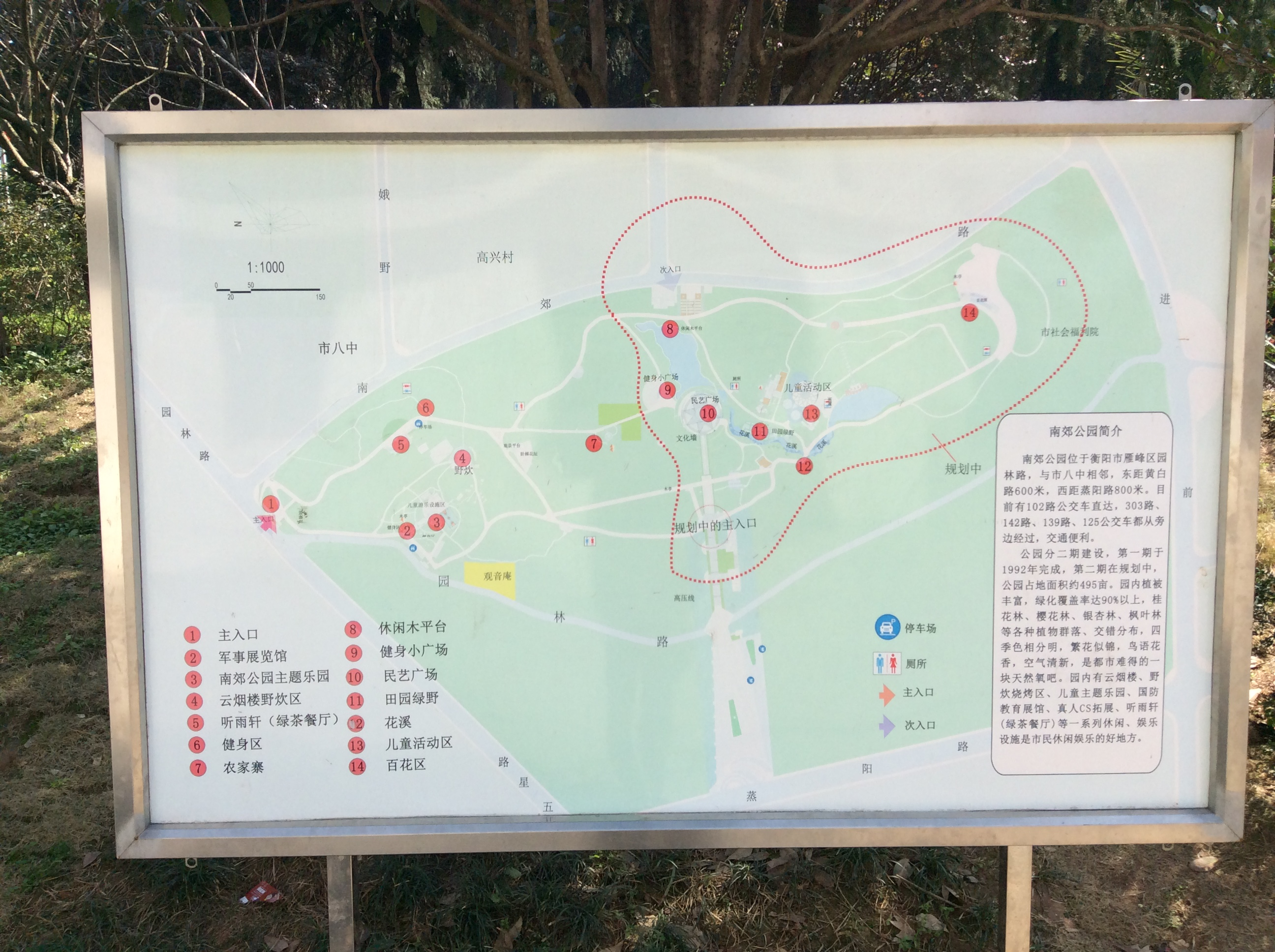
衡阳南郊公园示意图

衡阳南郊公园开辟了“梅亭”、“翠竹坡”、“长寿林”、“临江口”、“双亭”等10多个景点，以自然风光、植物造景为特色。

## 植物
衡阳南郊公园里有多达65科248种的树木。
最有特色的植物有从广州移植过来的银杉、黑松以及粉旦竹。还有比较名贵的玉芯、笔筒树、海南大风子等；同时还有国家保护植物，如银杏、仙湖苏铁、南方红豆杉、樟树等。
公园为了装饰边坡，选择如簕杜鹃，配植上鸡屎藤、三叶葛藤等植物。

公园为了装饰挡土墙，使用藤本植物与竹子有机结合，藤本类选择霹雳、异叶爬山虎等垂直绿化的藤本植物，竹类选用小琴丝竹、青皮竹等。
- 南郊公园烧烤区
- 南郊公园摩天轮
- 内景
- 内景